# Кёртис, Гебер
Гебер Дауст Кёртис (англ. Heber Doust Curtis; 1872—1942) — американский астроном.

## Биография
Родился в Маскигоне (штат Мичиган), окончил Виргинский университет. В 1897—1900 — профессор математики и астрономии Тихоокеанского университета. В 1902—1920 работал в Ликской обсерватории, в 1920—1930 — директор обсерватории Аллегени. С 1930 — директор обсерватории Мичиганского университета. Участвовал в 11 экспедициях для наблюдений солнечных затмений.
Основные труды в области физики звёзд и туманностей. В 1904 году обнаружил, что яркая звезда Кастор А (α Близнецов) является спектрально-двойной с периодом 9,2 сут. В 1917 году нашёл новую звезду в галактике NGC 4227 и две новые звезды в галактике NGC 4321. В 1918 году предпринял попытку определить расстояние до галактик путём сравнения видимого максимального блеска новых в туманности Андромеды с блеском новых в Млечном Пути и получил результат — 500 000 световых лет. Этот результат показал, что туманность Андромеды и другие спиральные туманности находятся далеко за пределами Млечного Пути. Вёл дискуссию (известную как «Большой спор») с X. Шепли по поводу размеров Галактики, а также по вопросу, являются спиральные туманности другими галактиками или относительно небольшими близкими объектами. Указал, что в центральной плоскости видимых с ребра спиральных туманностей наблюдается тёмная полоса поглощающего вещества и что система Млечного Пути, вероятно, обладает тем же свойством.
В 1918 году Кёртис обнаружил истечение «струи газа» из центра галактики М87 в созвездии Девы. Позже физик Стивен Хокинг связал релятивистский джет с гипотетической чёрной дырой.
Член Национальной академии наук США (1919).

## Память
В 1973 году Международный астрономический союз присвоил имя Гебера Дауста Кёртиса кратеру на видимой стороне Луны.